# Ribécourt-Dreslincourt
Pour les articles homonymes, voir Dreslincourt.
Cet article possède un paronyme, voir Rubécourt.
Ribécourt-Dreslincourt [ʁibekuʁ dʁɛlɛ̃kuʁ] est une commune française située dans le département de l'Oise, en région Hauts-de-France.

## Géographie

### Localisation
Entre Noyon et Compiègne, le village est desservi par la route départementale 1032.

### Hydrographie

#### Réseau hydrographique
La commune est située dans le bassin Seine-Normandie. Elle est drainée par le canal latéral à l'Oise, l'Oise, le canal 01 de la commune de Cambronne-les-Ribecourt, le canal 02 de la commune de Cambronne-les-Ribecourt, le Marais de Belle-Anne, le ru du Buisson aux Renards et le ru Lannois,,.
Le canal latéral à l'Oise est un canal de gabarit Freycinet qui dessert l'Est de la Picardie. D'une longueur de 35 km, il connecte le canal de Saint-Quentin (depuis Chauny) à l'Oise canalisée à hauteur de JanvilleChauny) à l'Oise canalisée à hauteur de Janville, après avoir traversé 22 communes.
L'Oise prend sa source en Belgique, à 309 mètres d'altitude, dans l'ancienne commune de Forges et se jette dans la Seine à 20 mètres d'altitude, au Pointil en rive droite et en aval du centre de Conflans-Sainte-Honorine dans le département des Yvelines. D'une longueur 341 kilomètres, elle est presque entièrement navigable et bordée de canaux sur 104 kilomètres.

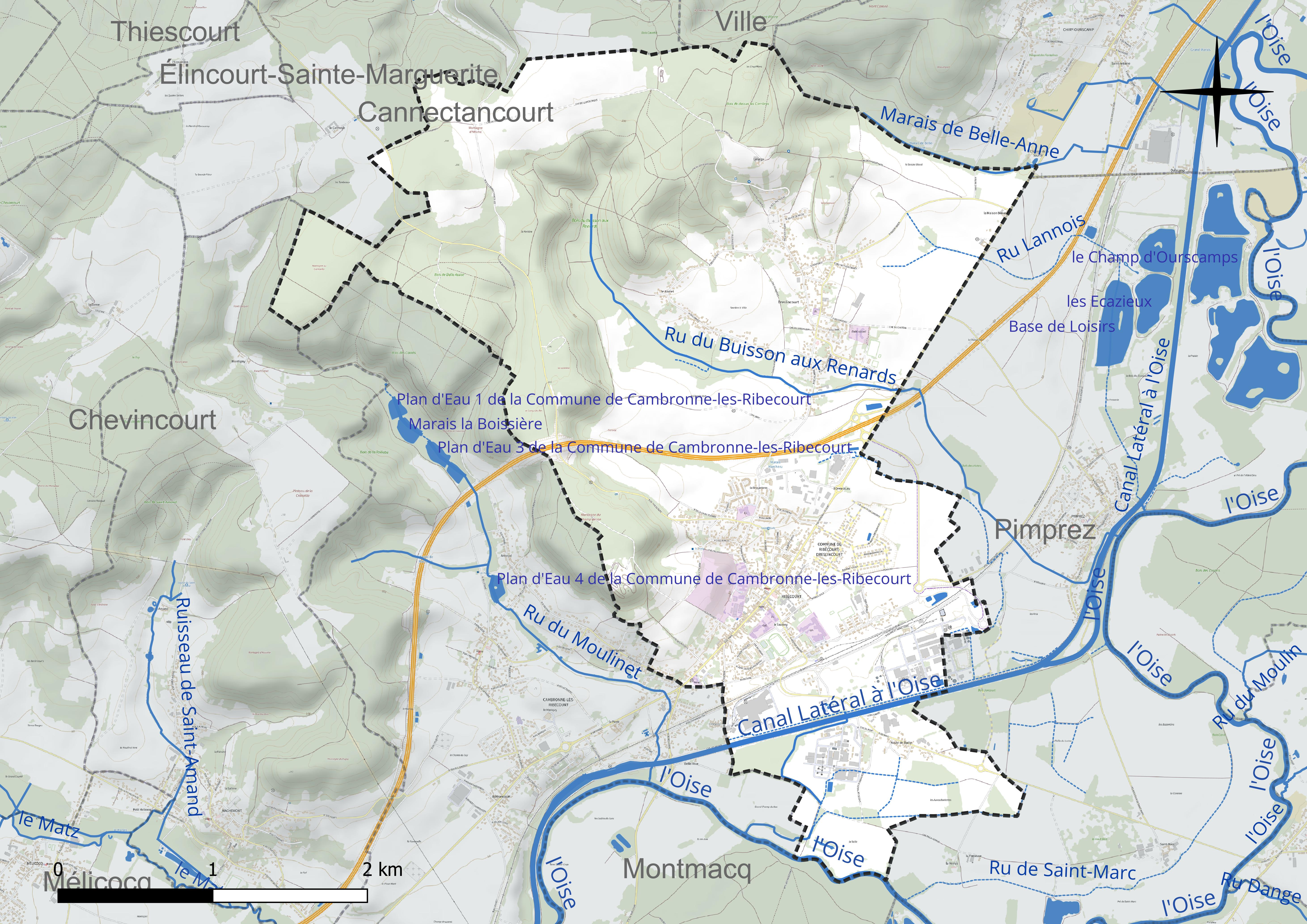
Réseau hydrographique de Ribécourt-Dreslincourt.

#### Gestion et qualité des eaux
Le territoire communal est couvert par le schéma d'aménagement et de gestion des eaux (SAGE) « Sensée ». Ce document de planification concerne un territoire de 1 013 km2 de superficie, délimité par le bassin versant de l'Oise moyenne. Le périmètre a été arrêté le 24 avril 2017 et le SAGE est, en 2024, encore en élaboration. La structure porteuse de l'élaboration et de la mise en œuvre est le syndicat mixte du SAGE Oise-Moyenne (SMOM).
La qualité des cours d'eau peut être consultée sur un site dédié géré par les agences de l'eau et l'Agence française pour la biodiversité.

### Climat
Le climat qui caractérise la commune est qualifié, en 2010, de « climat océanique dégradé des plaines du Centre et du Nord », selon la typologie des climats de la France qui compte alors huit grands types de climats en métropole. En 2020, la commune ressort du type « climat océanique altéré » dans la classification établie par Météo-France, qui ne compte désormais, en première approche, que cinq grands types de climats en métropole. Il s'agit d'une zone de transition entre le climat océanique, le climat de montagne et le climat semi-continental. Les écarts de température entre hiver et été augmentent avec l'éloignement de la mer. La pluviométrie est plus faible qu'en bord de mer, sauf aux abords des reliefs.
Les paramètres climatiques qui ont permis d'établir la typologie de 2010 comportent six variables pour les températures et huit pour les précipitations, dont les valeurs correspondent à la normale 1971-2000. Les sept principales variables caractérisant la commune sont présentées dans l'encadré ci-après.
| Paramètres climatiques communaux sur la période 1971-2000 - Moyenne annuelle de température : 10,7 °C - Nombre de jours avec une température inférieure à −5 °C : 3,7 j - Nombre de jours avec une température supérieure à 30 °C : 3,7 j - Amplitude thermique annuelle : 14,9 °C - Cumuls annuels de précipitation : 704 mm - Nombre de jours de précipitation en janvier : 11,5 j - Nombre de jours de précipitation en juillet : 8,9 j |

Avec le changement climatique, ces variables ont évolué. Une étude réalisée en 2014 par la Direction générale de l'Énergie et du Climat complétée par des études régionales prévoit en effet que la température moyenne devrait croître et la pluviométrie moyenne baisser, avec toutefois de fortes variations régionales. La station météorologique de Météo-France installée sur la commune et en service de 1976 à 2015 permet de connaître l'évolution des indicateurs météorologiques. Le tableau détaillé pour la période 1981-2010 est présenté ci-après.
| Mois                                  | jan.            | fév.             | mars            | avril         | mai           | juin          | jui.          | août          | sep.          | oct.        | nov.           | déc.           | année     |
| ------------------------------------- | --------------- | ---------------- | --------------- | ------------- | ------------- | ------------- | ------------- | ------------- | ------------- | ----------- | -------------- | -------------- | --------- |
| Température minimale moyenne (°C)     | 1,1             | 1                | 3,2             | 5             | 8,8           | 11,5          | 13,5          | 13,1          | 10,4          | 7,8         | 4              | 1,8            | 6,8       |
| Température moyenne (°C)              | 3,8             | 4,4              | 7,5             | 10,2          | 14            | 16,8          | 19,1          | 18,9          | 15,6          | 11,9        | 7,2            | 4,3            | 11,2      |
| Température maximale moyenne (°C)     | 6,5             | 7,8              | 11,8            | 15,4          | 19,2          | 22,1          | 24,7          | 24,6          | 20,8          | 16          | 10,3           | 6,8            | 15,5      |
| Record de froid (°C) date du record   | −19 17.01.1985  | −12,5 07.02.1991 | −10 13.03.13    | −4 12.04.1986 | −1 07.05.1979 | 0 05.06.1976  | 5 22.07.1980  | 4 24.08.1980  | 0 19.09.1977  | −4 28.10.03 | −11 24.11.1998 | −11 29.12.1996 | −19 1985  |
| Record de chaleur (°C) date du record | 16,1 05.01.1999 | 20,3 24.02.1990  | 24,1 27.03.1989 | 28 25.04.07   | 32,9 27.05.05 | 36,5 27.06.11 | 38,6 01.07.15 | 39,7 12.08.03 | 33,2 05.09.13 | 29 01.10.11 | 21,1 01.11.14  | 17,7 07.12.00  | 39,7 2003 |
| Précipitations (mm)                   | 64,1            | 52               | 60,9            | 53,8          | 67,5          | 61,1          | 57,8          | 64,2          | 52,8          | 70          | 62,2           | 72             | 738,4     |

## Urbanisme

### Typologie
Au 1er janvier 2024, Ribécourt-Dreslincourt est catégorisée bourg rural, selon la nouvelle grille communale de densité à sept niveaux définie par l'Insee en 2022.
Elle appartient à l'unité urbaine de Ribécourt-Dreslincourt, une agglomération intra-départementale regroupant deux communes, dont elle est ville-centre,,. Par ailleurs la commune fait partie de l'aire d'attraction de Compiègne, dont elle est une commune de la couronne,. Cette aire, qui regroupe 101 communes, est catégorisée dans les aires de 50 000 à moins de 200 000 habitants,.

### Occupation des sols
L'occupation des sols de la commune, telle qu'elle ressort de la base de données européenne d'occupation biophysique des sols Corine Land Cover (CLC), est marquée par l'importance des territoires agricoles (44,4 % en 2018), en diminution par rapport à 1990 (47,9 %). La répartition détaillée en 2018 est la suivante :
terres arables (35,2 %), forêts (35,2 %), zones urbanisées (12,4 %), zones agricoles hétérogènes (9,2 %), zones industrielles ou commerciales et réseaux de communication (8 %). L'évolution de l'occupation des sols de la commune et de ses infrastructures peut être observée sur les différentes représentations cartographiques du territoire : la carte de Cassini (XVIIIe siècle), la carte d'état-major (1820-1866) et les cartes ou photos aériennes de l'IGN pour la période actuelle (1950 à aujourd'hui).

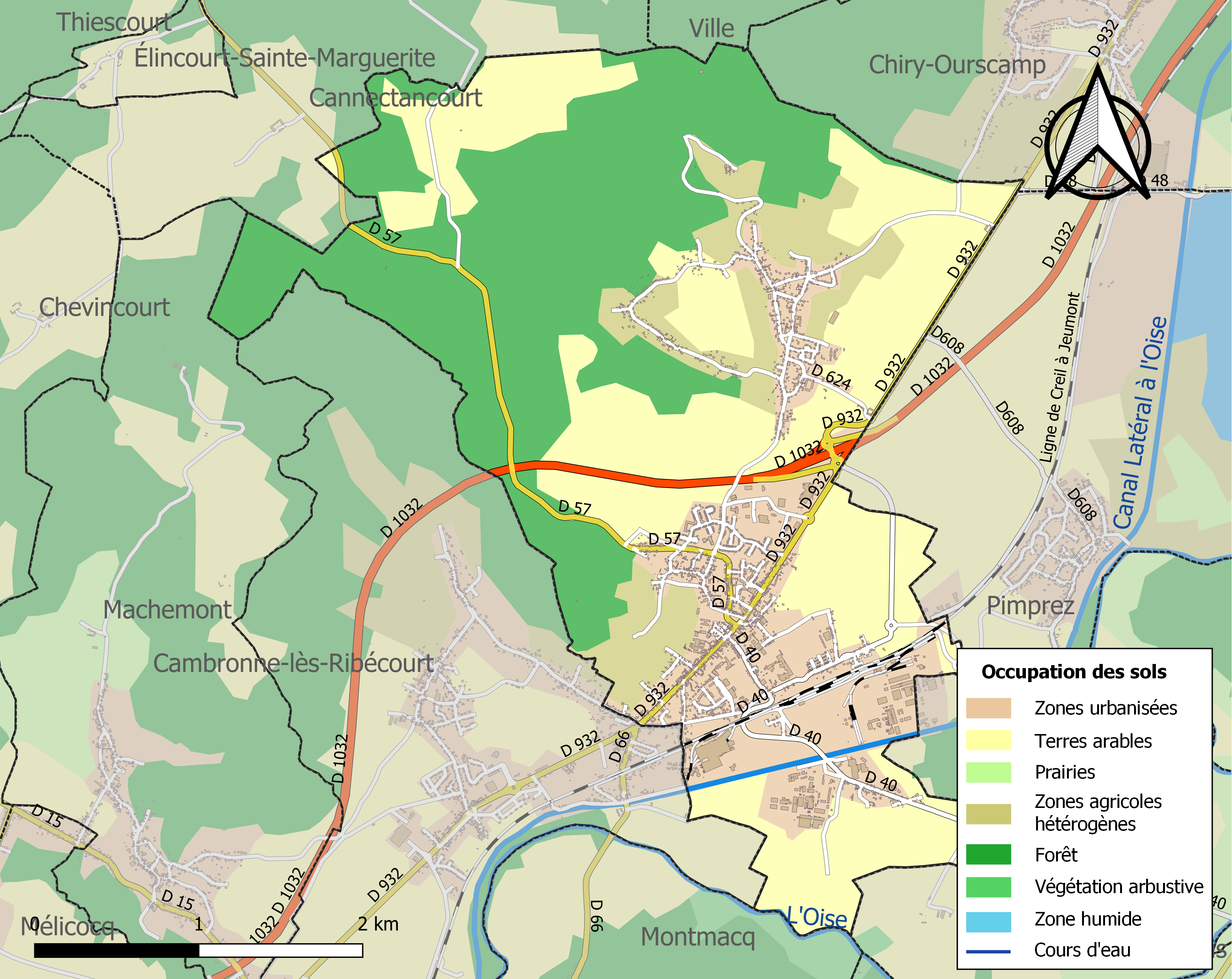
Carte des infrastructures et de l'occupation des sols de la commune en 2018 (CLC).

### Voies de communication et transports
La gare de Ribécourt est desservie par des trains TER Hauts-de-France de la ligne P14 effectuant des missions entre les gares de Compiègne et de Saint-Quentin.
La commune est desservie, en 2023, par les lignes 668, 681, 6306, 6321 et 6334 du réseau interurbain de l'Oise.

## Toponymie
Ribécourt est attesté sous les formes Ribercourt (vers 1130) ; de Riberticurte (vers 1150) ; Ribercurt (1155) ; Petrus de ribecort (vers 1200) ; Petrus de Ribercourt (1218) ; Ribercort (1243) ; Wis de Ribercort (1266-67) ; Henri de Ribercourt (1283) ; Ribecourt (1283) ; Petrus de Riberti curia (1285) ; Ribeicourt (XIIIe) ; Ribescourt (1646) ; Rainbercour (1667) ; Ribécourt (1730).
Dreslincourt est attesté sous les formes Drailincurtis (1060) ; Dreilincurt (1112) ; in drailincort (1126) ; alodium in Drailincurt (1128) ; de Drailincurte (1155) ; Dralincurte (1155) ; Drelincort (vers 1167) ; Drogo de Drellencort (vers 1167) ; Dreilincort (vers 1170) ; Drailincurth (1176) ; alodium de drailincort (1179) ; Drauslincourt (1179) ; Dralincourt (1184) ; Drailincort (1189) ; Drailincourt (1189) ; Drailincurt (XIIe) ; Gilonem de Drainlicort (vers 1200) ; in territorio de Drailincurte (1253) ; Drainlincourt (XIIIe) ; Derelincurum (1308) ; Derelincurtis (1308) ; de drelaincourt (1320) ; drelincourt (1376) ; Drelincourt (vers 1530) ; Drellincour (1667) ; Drelincour (vers 1700) ; Dreslincourt (1840)
.

## Histoire
Ribécourt et Dreslincourt furent toutes deux soumises à l'occupation romaine. Ribécourt appartenait à l'abbaye Saint-Eloi de Noyon et Dreslincourt formait une paroisse importante divisée en plusieurs seigneuries. Ribécourt eut des seigneurs particuliers jusqu'au XVe siècle. À la Révolution, ces juridictions seigneuriales furent abolies, Ribécourt devint le chef-lieu d'un canton dans l'arrondissement de Compiègne.
Ribécourt était et reste une commune importante par ses industries. Depuis 1850, les nombreuses tentatives d'entrepreneurs locaux ont dynamisé la commune. La traversée de grandes voies de communication a développé le commerce local, l'artisanat et les divers échanges ; implantation de sucreries à partir de la betterave à sucre, des briqueteries-tuileries à partir de la glaise, d'usines de produits chimiques à partir de la craie et du calcaire extraits des carrières. Le village de Dreslincourt est en perte démographique depuis le milieu du XIXe. Malgré ses commerces, sa population vit traditionnellement du travail de la terre (cultures céréalières) et de l'élevage ovin. L'exploitation des carrières de la Montagne d'Attiche, surexploitées entre 1820 et 1890, est supplantée par la culture du champignon de Paris. On y a longtemps cultivé la vigne, au milieu du XIXe siècle on en cultivait encore 76,38ha dans le canton de Ribécourt. À l'aube du XXe siècle, le seul élément novateur est la construction d'un hospice (œuvre du baron Mennechet).

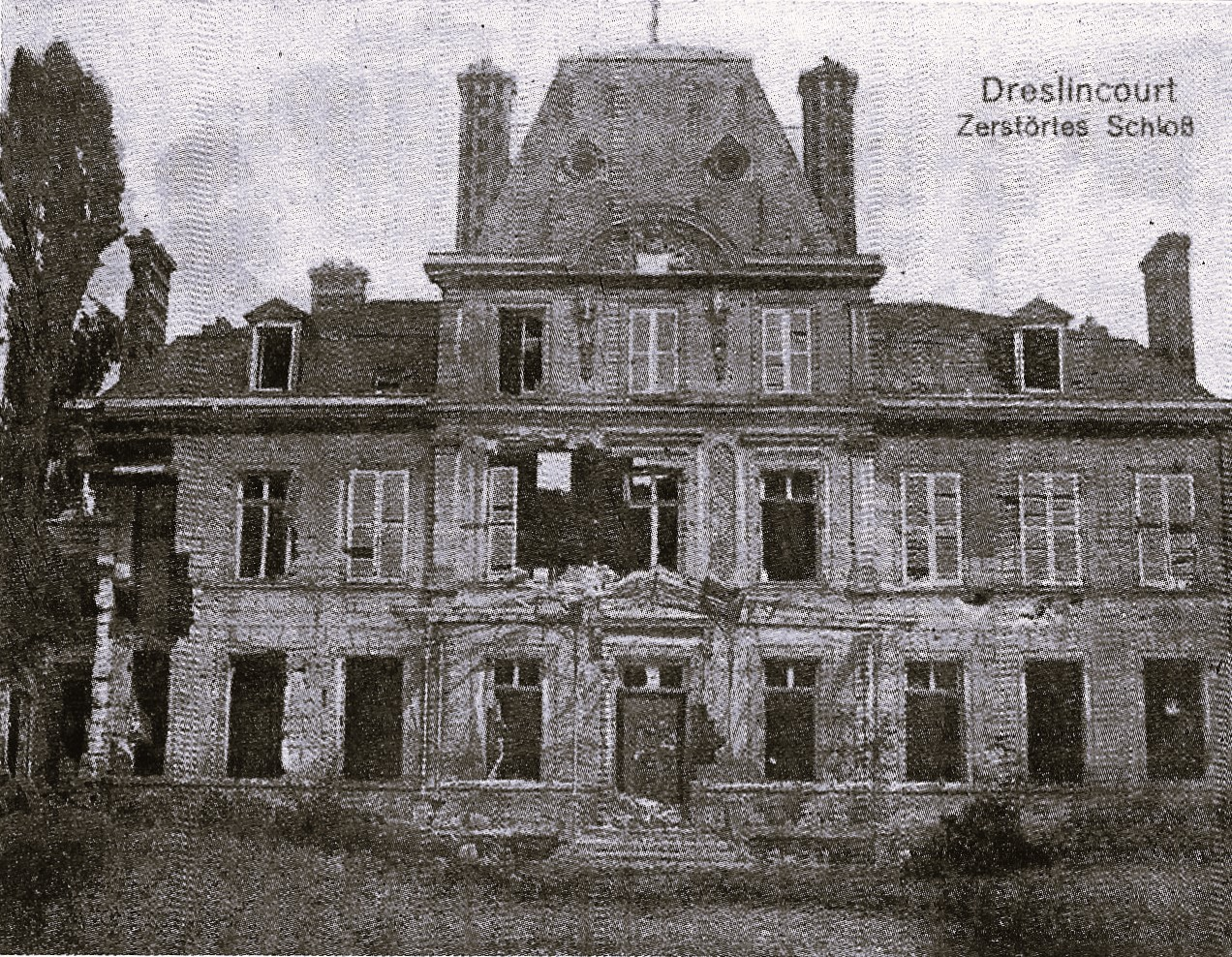
Château en ruine de Dreslincourt

Dès 1914, sur la route de Paris, Ribécourt essuie durant la guerre de positions, de nombreux bombardements. Elle sera évacuée au printemps 1915. De l'autre côté du front, Dreslincourt, côté allemand est entièrement rasée par l'artillerie française et une partie de sa population déplacée ou déportée. Ribécourt, ruinée, se relèvera rapidement par sa fonction politique de chef-lieu, sa situation géographique et sa tradition industrielle. La renaissance de Dreslincourt, traumatisée, sera plus longue. Village détruit, familles décimées, patrimoine dissous, Dreslincourt ne bénéficiera pas de l'essor lié à la reconstruction comme Ribécourt, mais sa proximité limitera néanmoins l'exode rural.
Les deux communes se sont associées en 1972 et un maire-adjoint a été nommé à Dreslincourt. Depuis le 1er janvier 2009, les deux communes ont officiellement fusionné.

## Politique et administration

### Liste des maires
| Période                                  | Période                   | Identité         | Étiquette   | Qualité |
| ---------------------------------------- | ------------------------- | ---------------- | ----------- | --- |
| Les données manquantes sont à compléter. |                           |                  |             | |
| mars 1977                                | septembre 1999            | Roland Florian   | PS puis DVG | Cadre Député de l'Oise (1986 → 1988) Député de l'Oise (2e circ) (1978 → 1986) Conseiller général de Ribécourt-Dreslincourt (1979 → 1992) Démissionnaire d'office |
| septembre 1999                           | En cours (au 27 mai 2020) | Jean-Guy Létoffé | DVG         | Retraité Vice-président de la CC des Deux Vallées (2014 → ) Réélu pour le mandat 2020-2026,                                                                      |

### Distinctions et labels
Ville fleurie : une fleur attribuée en 2007 par le Conseil des Villes et Villages Fleuris de France au Concours des villes et villages fleuris.

### Jumelages
Engis (Belgique).

## Population et société

### Démographie

#### Évolution démographique
L'évolution du nombre d'habitants est connue à travers les recensements de la population effectués dans la commune depuis 1793. Pour les communes de moins de 10 000 habitants, une enquête de recensement portant sur toute la population est réalisée tous les cinq ans, les populations de référence des années intermédiaires étant quant à elles estimées par interpolation ou extrapolation. Pour la commune, le premier recensement exhaustif entrant dans le cadre du nouveau dispositif a été réalisé en 2007.

En 2022, la commune comptait 3 809 habitants, en évolution de +1,22 % par rapport à 2016 (Oise : +0,87 %, France hors Mayotte : +2,11 %).
| 1793 | 1800 | 1806 | 1821 | 1831 | 1836 | 1841 | 1846 | 1851 |
| ---- | ---- | ---- | ---- | ---- | ---- | ---- | ---- | ---- |
| 452  | 512  | 544  | 510  | 602  | 629  | 582  | 677  | 609  |

| 1856 | 1861 | 1866 | 1872 | 1876 | 1881 | 1886 | 1891 | 1896 |
| ---- | ---- | ---- | ---- | ---- | ---- | ---- | ---- | ---- |
| 617  | 703  | 675  | 709  | 696  | 737  | 688  | 854  | 826  |

| 1901 | 1906 | 1911 | 1921 | 1926  | 1931  | 1936  | 1946  | 1954  |
| ---- | ---- | ---- | ---- | ----- | ----- | ----- | ----- | ----- |
| 881  | 883  | 822  | 881  | 1 110 | 1 430 | 1 504 | 1 411 | 1 602 |

| 1962  | 1968  | 1975  | 1982  | 1990  | 1999  | 2006  | 2007  | 2012  |
| ----- | ----- | ----- | ----- | ----- | ----- | ----- | ----- | ----- |
| 2 158 | 2 208 | 3 771 | 3 466 | 3 706 | 3 952 | 3 928 | 3 912 | 3 900 |

| 2017  | 2022  | - | - | - | - | - | - | - |
| ----- | ----- | - | - | - | - | - | - | - |
| 3 748 | 3 809 | - | - | - | - | - | - | - |

#### Pyramide des âges
La population de la commune est relativement jeune.
En 2018, le taux de personnes d'un âge inférieur à 30 ans s'élève à 37,4 %, soit au-dessus de la moyenne départementale (37,3 %). À l'inverse, le taux de personnes d'âge supérieur à 60 ans est de 23,7 % la même année, alors qu'il est de 22,8 % au niveau départemental.
En 2018, la commune comptait 1 851 hommes pour 1 873 femmes, soit un taux de 50,3 % de femmes, légèrement inférieur au taux départemental (51,11 %).
Les pyramides des âges de la commune et du département s'établissent comme suit.
| Hommes | Classe d’âge | Femmes |
| ------ | ------------ | ------ |
| 0,4    | 90 ou +      | 0,9    |
| 6,6    | 75-89 ans    | 8,3    |
| 14,2   | 60-74 ans    | 17,0   |
| 22,1   | 45-59 ans    | 20,3   |
| 17,0   | 30-44 ans    | 18,4   |
| 20,4   | 15-29 ans    | 17,4   |
| 19,3   | 0-14 ans     | 17,8   |

| Hommes | Classe d’âge | Femmes |
| ------ | ------------ | ------ |
| 0,5    | 90 ou +      | 1,4    |
| 5,5    | 75-89 ans    | 7,6    |
| 15,6   | 60-74 ans    | 16,3   |
| 20,8   | 45-59 ans    | 20     |
| 19,4   | 30-44 ans    | 19,4   |
| 17,6   | 15-29 ans    | 16,2   |
| 20,6   | 0-14 ans     | 19,1   |

## Économie
En juillet 2018, le site chimique historique « Seco » ferme. Quatre-vingt-deux emplois directs sont supprimés, 200 à 250 emplois indirects.

## Culture locale et patrimoine

### Sites et monuments
- Église Saint-Rémi (Ribécourt)
- Église Saint-Eloi (Dreslincourt)
- Château (XVIe siècle)
- La grotte des Cinq Piliers
- Le mémorial d'Attiche
- Le monument aux morts (Ribécourt).

### Personnalités liées à la commune
- Christine Carrière, scénariste et réalisatrice.
- Paul et René Minon, auteurs.

### Culture Populaire
- La ville de Ribécourt est une des campagnes du jeu-vidéo Battlefield 1.

### Héraldique
| Armes de Ribécourt-Dreslincourt | Les armes de Ribécourt-Dreslincourt se blasonnent ainsi : Accolés: Au premier d'azur à la fasce d'argent accompagnée en chef de trois étoiles d'or; au second: parti d'azur à trois croisettes potencées d'argent, et de gueules à la vache aussi d'argent; le tout sommé d'un chef d'or chargé d'un château de sinople. |